# Ненси Перл
Ненси Перл (енгл. Nancy Pearl; 12. јануар 1945) америчка је библиотекарка, ауторка бестселера, књижевна критичарка и бивша извршна директорка Вашингтонског центра за књиге у Јавној библиотеци у Сијетлу. Њено плодно читање и познавање књига и књижевности прво су је учинили локално познатом у Сијетлу у држави Вашингтон, где се редовно појављује на јавном радију и препоручује књиге. Ширу славу постигла је својим водичем за добро читање Book Lust, из 2003. године. Перл је проглашена библиотекаром године за 2011. годину у Библиотечком часопису. Такође је аутор једног романа и мемоара.

## Живот
Ненси Перл је одрасла у Детроиту у држави Мичиген и, према њеним сопственим речима, провела је много времена свог детињства у јавној библиотеци. Одлука да постане библиотекар јавила се са 10 година надахнута дечјим библиотекаром у локалној јавној библиотеци. Књигама и библиотекарима приписује захвалност за помоћ у тешком детињству: „Није превелико претеривање - ако је уопште такво - ако кажем да ми је читање спасло живот“. Магистрирала је из библиотекарства на Универзитету у Мичигену (1967) и постала је дечји библиотекар у свом родном библиотечком систему пре него што је прешла у друге библиотеке. Као хоби, Перл је као млада писала поезију и 1980. године у часопису Redbook објавила је причу под називом „Вожња до школе“.
Перл се преселила са супругом, професором Џо Пеарлом, из Детроита у Оклахому, где је одгајила две ћерке (Ејли Раман и Кети) док је стицала још једну магистарску диплому, овај пут из историје. Радила је у независној књижари, као и у библиотечком систему града Талсе. Крег Батход, који је са Перлом радио у Талси пре него што је постао заменик директора Јавне библиотеке у Сијетлу, регрутовао ју је да дође у Сијетл 1993. године. Првобитно је путовала у Сијетл без мужа четири године, све док он није достигао старосну границу за пензију и придружио јој се. Перл је рекла да је одлука да се придружи библиотеци била један од ретких случајева у њеном животу када је инстинктивно знала да чини праву ствар.
У Сијетлу је постала нешто попут локалне славне личности, основавши пионирски и толико опонашани пројекат „Ако цео Сијетл чита исту књигу“, подстичући сваку одраслу особу и сваког адолесцента у граду да истовремено читају исту књигу. Пројекат, који је иницијално финансиран из донације фонда Wallace Foundation, усвојен је у многим градовима, укључујући Чикаго, Бафало и Рочестер. Перл се редовно појављивала на јавном радију KUOW-FM како би прегледала и препоручивала књиге. Док је била тамо први пут је смислила своје „Правило 50“ да се прочита првих 50 страница књиге, пре него што се читалац одлучи да ли је довољно заинтересован да је заврши или довољно незаинтересован да одустане. Касније је постала извршна директорка библиотечког система у Вашингтонском центру за књигу. Такође је држала саветодавни курс читаоцима у Информативној школи Универзитета у Вашингтону под називом „Страст за књигом 101.“

## Књижевна каријера
Перл је ширу славу постигла са Book Lust (Страст за књигом): Препоручено читање за свако расположење, тренутак и разлог (2003), саветодавним водичем за добре књиге. More Book Lust (2005), са истим поднасловом, добио је велико признање. У марту 2007. године, Перл је објавила књигу препорука за децу и тинејџере под називом Book Crush.
Перл је такође аутор књиге Џорџ и Лизи: Роман, и мемоара Девојка открива читање, а затим открива живот.

## Каријера уредника
У јануару 2012. компанија Амазон је најавила да ће објавити бројне наслове који су нестали из штампе, а које је препоручила Перл, у подухвату под називом Book Lust Rediscoveries. Отприлике шест романа, првобитно објављених између 1960. и 2000. године, биће објављено сваке године у разним штампаним и електронским форматима. За сваки наслов, Перл ће дати увод, тачке за расправу о књигама и предлоге за даље читање.

## Признања и награде
Лице Ненси Перл је било на постеру Америчке библиотечке асоцијације и добила је бројне награде. Рецензије њених књига појављују се у часописима The Seattle Times, Booklist, Library Journal и на радио станицама KUOW-FM Сијетл и KWGS Талса, Оклахома.
2003. године добила је необичну част када је компанија Accoutrements са седиштем у Сијетлу креирала библиотекарску акциону фигуру према њеном лику, која се продаје у њиховој продавници у Сијетлу. Представљајући Перл са хрпом књига и прстом на уснама, акција лутке „притисни да се утиша“ била је популарна код неких библиотекара, а застрашујућа код других који су сматрали да лутка појачава библиотечке стереотипе. Сама Перл рекла је да ће аспект утишавања акционе фигуре одредити „који библиотекари имају смисла за хумор“.

### Награде
- Награда Отворена књига 1997. са конференције писаца северозападног Пацифика
- 1998. Тотем пословна и професионална женска „Награда за достигнућа“
- Библиотечки часопис: Рецензент године (1998)[3]
- Награда Али Бет Мартин од Удружења јавних библиотека (2001)
- Вашингтонска (државна) награда за хуманистичке науке (2003) [6]
- Награда Брава 2004. године из Женског универзитетског клуба у Сијетлу, за „жене изузетних способности у ширем подручју Сијетла“;
- Луј Шорс - Награда издавачке групе Гринвуд, 2004. за изврсност у рецензији књига
- Годишња награда Женског националног удружења књига (2004–2005)[11]
- Награда Удружења библиотека Онтарио за медије и комуникације (2004)
- 2011. Библиотечки часопис: Библиотекар године[12]